# Marcelo Matos
Marcelo Viviani Gonçalves, mais conhecido como Marcelo Matos(São João de Meriti, 26 de maio de 1968) é um político 
brasileiro, filiado ao Partido Social Democrático (PSD)

## Biografia
Em 2014 foi eleito deputado federal para a 55.ª legislatura (2015-2019), então pelo PDT. Em 2016, trocou de partido para o PHS.
Como deputado federal, votou a favor da admissibilidade do processo de impeachment de Dilma Rousseff. Já durante o Governo Michel Temer, votou a favor da PEC do Teto dos Gastos Públicos. Em abril de 2017 foi favorável à Reforma Trabalhista. Em agosto de 2017 votou a favor do processo em que se pedia abertura de investigação do presidente Michel Temer.